# Idalia Żyłowska
Idalia Żyłowska (ur. 5 czerwca 1931 w Wilnie, zm. 20 kwietnia 1998 tamże) – polska nauczycielka na Wileńszczyźnie. W Polsce jest znana przede wszystkim jako córka Józefa Mackiewicza. W środowisku Polaków na Litwie jest znana przede wszystkim jako pedagog, która przez 34 lata uczyła w polskiej szkole w Czarnym Borze i wychowała kilka pokoleń uczniów. W latach 50. i 70. uczestniczyła w działalności polskich kółek samokształceniowych. W końcowym okresie życia opublikowała kilka tekstów historyczno-wspomnieniowych w polskiej prasie wileńskiej.

## Wstępni
Przodkowie z linii męskiej wywodzili się z Grodzieńszczyzny, gdzie mieli majątek w Bersztach; rodzina straciła go m.in. w wyniku udziału w powstaniach. Ojczysty dziadek Idalii, Antoni Mackiewicz (1860–1914), był wcześnie osierocony przez ojca. Wychowywany przez dalszą rodzinę uciekł z domu; imał się różnych prac aż założył własną firmę handlująca winem. Na przełomie wieków należał do średniej burżuazji. Jego żona, Maria Pietraszkiewicz, pochodziła z Krakowa i wywodziła się z zasłużonej dla kultury polskiej rodziny. Para mieszkała najpierw w St. Petersburgu, a od roku 1907 w Wilnie. Ich synem był ojciec Idalii, wychowany w Wilnie Józef Mackiewicz (1902–1985); młodociany ochotnik na wojnie polsko-bolszewickiej 1919–1920, w latach 20. pracował jako początkujący, a potem coraz bardziej doświadczony dziennikarz w wileńskim dzienniku Słowo, który prowadził jego brat Stanisław.
Matczynym dziadkiem Idalii był Otton Żyłowski (1855–1917), długoletni pracownik etatowy zarządu miasta Wilna. Był żonaty z Antoniną Sadzewicz; brak jest informacji o niej i jej rodzinie. Wiadomo, że owdowiawszy otworzyła mały sklep-kawiarenkę. Para miała troje dzieci, dwie córki i syna. Matka Idalii Wanda Żyłowska (1897–1942) początkowo uczęszczała do prywatnej Wileńskiej Szkoły Handlowej. Ostatecznie ze znakomitymi wynikami ukończyła szkołę nauczycielską, a po odbyciu praktyk pedagogicznych w roku 1916 została uznana za zdolną do pracy nauczycielskiej w zakresie podstawowym i niższym gimnazjalnym. Nie wiadomo, czy faktycznie pracowała jako nauczycielka, a jej losy na przełomie 2. i 3. dekady XX wieku są niejasne. Najpóźniej w połowie lat 20. była zatrudniona w Słowie, według jednych źródeł jako korektorka, według innych jako linotypistka lub w redakcji.
Rodzice Idalii poznali się podczas pracy w Słowie. Józef był od roku 1924 żonaty i miał w tym związku jedną córkę (ur. 1925), jednak małżeństwo praktycznie rozpadło się a małżonkowie żyli w separacji; na rozwód nie zgadzała się żona ojca. Józef i Wanda weszli w nieformalny związek prawdopodobnie w końcu lat 20., choć szczegóły nie są znane. Wkrótce po urodzeniu się Idalii rozpadł się również związek Józefa i Wandy, ale brak informacji o przyczynach rozejścia się partnerów. Ojciec już wkrótce, bo około roku 1934, znalazł się w związku z kolejną kobietą.

## Dzieciństwo i młodość
Nie jest jasne, czy rodzice Idalii kiedykolwiek mieszkali razem i czy wspólnie opiekowali się córką. Idalia miała 4–5 lat, kiedy Józef zamieszkał w Czarnym Borze. Dziewczynka wychowywana była przez matkę, która mieszkała wraz ze swoją siostrą w domu w parkowej i podmiejskiej wówczas wileńskiej dzielnicy Zakret. Rozpoczęła naukę pod koniec lat 30. w prywatnej Szkole Powszechnej „Promień”, gdzie skończyła dwie pierwsze klasy; jej edukację w polskiej placówce przerwał upadek II Rzeczypospolitej. Po krótkim okresie okupacji litewskiej (1939–1940), kiedy jej dziecinny patriotyzm manifestował się w najeżdżaniu sankami na sanki dzieci litewskich, w latach okupacji radzieckiej (1940–1941) uczyła się w szkole nr 7, a w latach okupacji niemieckiej (1941–1944) w szkole prowadzonej przez samorządowe władze litewskie. Jako dziecko brała udział w patriotycznych spektaklach teatrów podwórkowych. Po śmierci matki w grudniu 1942 roku wychowywała się z kuzynką pod opieką ciotek Leonii i Anastazji w domu na Zakrecie, a w końcowym okresie okupacji we wsi Korzyść na Wileńszczyźnie. Odwiedzała ojca w jego domu w podwileńskim Czarnym Borze; po jego ucieczce przed zbliżającą się Armią Czerwoną w maju 1944 roku nie miała go już więcej zobaczyć.
Po zajęciu Wilna przez wojska radzieckie trzynastoletnia Idalia od roku 1944 kontynuowała naukę w V Gimnazjum Żeńskim, które z czasem zostało przemianowane na Wileńską Szkołę Średnią nr 5. Początkowo dochodziła 3 kilometry z domu na Zakrecie na ulicę Ostrobramską, ale od roku 1948 mieszkała w domu dziecka. Naukę w „Piątce” zakończyła maturą w roku 1952. Brała udział w spotkaniach samokształceniowego konspiracyjnego kółka literacko-historycznego. Po maturze podjęła naukę na wydziale biologiczno-chemicznym Uniwersytetu Wileńskiego im. Vincasa Kapsukasa, studia skończyła w ramach specjalizacji nauczycielskiej. Przez przyjaciółki z tego okresu została zapamiętana jako dziewczyna inteligentniejsza od rówieśników i o szerszych horyzontach, ale nie szukająca kontaktu, introwertyczna, skromna, cokolwiek nieśmiała i nieco melancholijna, a także niepraktyczna i mało zaradna. Nie jest jasne, kto ją utrzymywał; źródła mówią, że żyła w ubóstwie i mieszkała ze swoją starszą już, schorowaną i także niezaradną ciotką. Prawdopodobnie do połowy lat 60. nie wiedziała, że ma przyrodnią siostrę, która po wyjeździe z Wilna w ramach tzw. akcji repatriacyjnej w tym czasie mieszkała już w Polsce.

## Lata dojrzałe

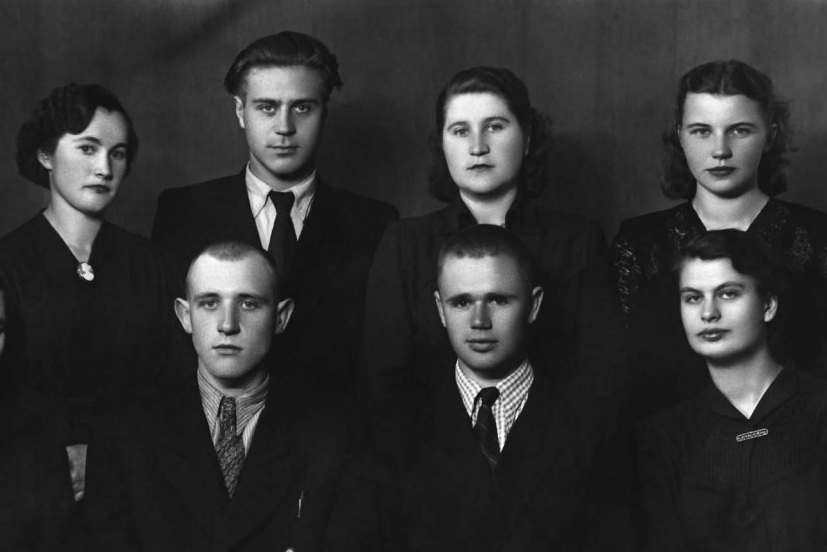
Żyłowska (siedzi, pierwsza z prawej) z przyjaciółmi z tajnego kółka samokształceniowego, ok. 1952

Po uzyskaniu dyplomu w drugiej połowie lat 50. (dokładny rok nie jest znany) Żyłowska podjęła pracę nauczycielki w Czarnym Borze, tej samej miejscowości, gdzie od połowy lat 30. do połowy lat 40. mieszkał jej ojciec. Żadne ze źródeł nie wyjaśnia, czy był to przypadek, czy też Żyłowska, być może kierując się sentymentem, starała się o przyjęcie do pracy w Czarnym Borze; wracając po pracy autobusem do Wilna często nadkładała drogi, aby wsiąść na przystanku położonym blisko byłego domu jej ojca. Według jednej autorki uczyła w trzech czarnoborskich szkołach, polskiej, rosyjskiej i litewskiej, a według innej pracowała cały czas w jednej i tej samej szkole średniej. Wykładała głównie chemię, a rzadziej także biologię. We wspomnieniowych opiniach swoich uczniów przedstawiana jest jako nauczycielka bardzo wymagająca. W Czarnym Borze przepracowała łącznie 34 lata, od połowy lat 50. do początku lat 90., kiedy przeszła na emeryturę. Od połowy lat 70. podjęła na nowo koleżeńsko-konspiracyjną działalność kółka samokształceniowego. Nie wiadomo, czy była inwigilowana.
Żyłowska mieszkała w Wilnie, ale jej miejsce zamieszkania w latach 50. i 60. pozostaje nieznane. W nieokreślonym czasie, prawdopodobnie w początku lat 70., wprowadziła się do dwupokojowego mieszkania w bloku z wielkiej płyty na wileńskim osiedlu Karoliniszki (także Karolinki, Karolinka), gwałtownie wówczas rozbudowywanym; do pracy w Czarnym Borze dojeżdżała autobusami 12 km w jedną stronę. Przyjaciółka-nauczycielka wspomina, że Żyłowska w swoich poglądach była „bardzo zasadnicza, powiedziałabym twarda”, jednak nic bliższego o tych poglądach nie wiadomo. Żyłowska nie wyszła za mąż. W roku 1969 adoptowała z domu dziecka, tego samego w którym sama się wychowywała, sześcioletniego chłopca Alvydasa Vyšniauskasa. Z przysposobionym synem mieszkała do początku lat 90., kiedy ten założył własną rodzinę i wyprowadził się; wiadomo, że z czasem stosunki między nimi znacznie się pogorszyły.
Od połowy lat 60. Żyłowska pozostawała w kontakcie korespondencyjnym z mieszkająca w Warszawie siostrą przyrodnią, ale nie wiadomo, czy Idalia i Halina kiedykolwiek się spotkały. W roku 1966 nawiązała również kontakt korespondencyjny z ojcem, mieszkającym wówczas w Monachium. Wtedy też Barbara Toporska, poślubiona w obrządku prawosławnym żona Mackiewicza, swoją powieść Siostry zadedykowała „Idalii”; Mackiewicz dwie powieści zadedykował córce Halinie, ale ani jednej Idalii. Kiedy pisarz praktycznie oślepł, Żyłowska korespondowała z Toporską.

## Ostatnie lata
Żyłowska przeszła na emeryturę w początku lat 90., już po rozpadzie Związku Radzieckiego. W czasach radzieckich nie udzielała się publicznie i nie zidentyfikowano żadnych jej tekstów, aczkolwiek wiadomo, że bywała w redakcji Czerwonego Sztandaru, jedynego na obszarze radzieckim polskojęzycznego dziennika, organu Komitetu Centralnego Komunistycznej Partii Litwy. Natomiast na niepodległej Litwie – której obywatelką została jako Idalija Žilovskaitė – Żyłowska podjęła aktywną współpracę z różnymi polski ośrodkami kulturalnymi, szczególnie tymi związanymi z Czesławem Okińczycem. Bywała w redakcji radia Znad Wilii oraz w afiliowanej przy nim Polskiej Galerii Artystycznej, również jako gość i prelegent, sporadycznie publikowała także w nowo powstałym tygodniku (częściowo dwutygodniku) Znad Wilii. Zamieściła kilka tekstów w Kurierze Wileńskim, dzienniku w który przekształcił się dawny Czerwony Sztandar, oraz co najmniej jeden w londyńskim Dzienniku Polskim.
Publikacje i wystąpienia Żyłowskiej miały najczęściej charakter wspomnieniowy i częściowo autobiograficzny; na podstawie własnych doświadczeń relacjonowała epizody z okresu II Rzeczypospolitej, okupacji litewskiej, okupacji radzieckiej, okupacji niemieckiej i rządów radzieckich po roku 1944; opowiadała o Wilnie jakie pamiętała, począwszy od późnych lat 30. W niektórych jej tekstach pojawiały się akcenty patriotyczne, choć niekiedy również autoironiczne i melancholijne. Choć środowisko Polaków litewskich lat 90. w znacznej części podzielone było na tzw. okińczyków, zwolenników linii politycznej Czesława Okińczyca, oraz tzw. maciejkiańczyków, popierających alternatywną wizję jego konkurenta Ryszarda Maciejkiańca, Żyłowska na tematy polityczne publicznie się nie wypowiadała.
Na emeryturze Żyłowska nadal prowadziła korespondencję z przyrodnią siostrą (ojciec zmarł w roku 1985) oraz z rodzinami ciotki i wuja, mieszkającymi w Polsce. Wraz z adoptowanym synem przyjeżdżała do Polski. Utrzymywała kontakty z przyjaciółkami i koleżankami ze szkół, ze studiów i z pracy w Czarnym Borze, bywała na zjazdach absolwentów. Coraz częściej stawała się obiektem zainteresowania jako córka Józefa Mackiewicza, choć pomimo swojej ogromnej popularności w Polsce, w owym czasie ten był w Wilnie jeszcze niemal nieznany. W połowie lat 90. udostępniła dziennikarce Kuriera Wileńskiego część prywatnych listów ojca, które zostały potem za jej zgodą opublikowane. Od połowy lat 90. wraz z siostrą prowadziła proces o prawa autorskie po ojcu przeciw Ninie Karsov. Mieszkała nadal na Karoliniszkach, w mieszkaniu które współdzieliła z kotami. Została pochowana na niewielkim cmentarzu w wileńskiej dzielnicy Sołtaniszki.

## Genealogia
| Antoni Mackiewicz 1860-1914 | Antoni Mackiewicz 1860-1914 |                            |                            | Maria Pietraszkiewicz 1874-1932 | Maria Pietraszkiewicz 1874-1932 |  |  | Otton Żyłowski 1855–1917 | Otton Żyłowski 1855–1917 |                          |                          | Antonina Sadzewicz ?-? | Antonina Sadzewicz ?-? |
|                             |                             |                            |                            |                                 |                                 |  |  |                          |                          |                          |                          |                        |                        |
|                             |                             |                            |                            |                                 |                                 |  |  |                          |                          |                          |                          |                        |                        |
|                             |                             | Józef Mackiewicz 1902-1985 | Józef Mackiewicz 1902-1985 |                                 |                                 |  |  |                          |                          | Wanda Żyłowska 1897-1942 | Wanda Żyłowska 1897-1942 |                        |                        |
|                             |                             |                            |                            |                                 |                                 |  |  |                          |                          |                          |                          |                        |                        |
|                             |                             |                            |                            |                                 |                                 |  |  |                          |                          |                          |                          |                        |                        |
|                             |                             |                            |                            |                                 |                                 |  |  |                          |                          |                          |                          |                        |                        |

| Idalia Żyłowska 1931–1998 |